# Вдовьи дома (Лефортово)
Вдовьи дома — четыре здания на Госпитальной улице в Москве (дома: 4а, 6, 10, 14), построенные с 1882 по 1914 год. Бывший Дом дешевых квартир имени А. В. Щегляевой (Госпитальная улица, 10) входит в число выявленных объектов культурного наследия.

## История

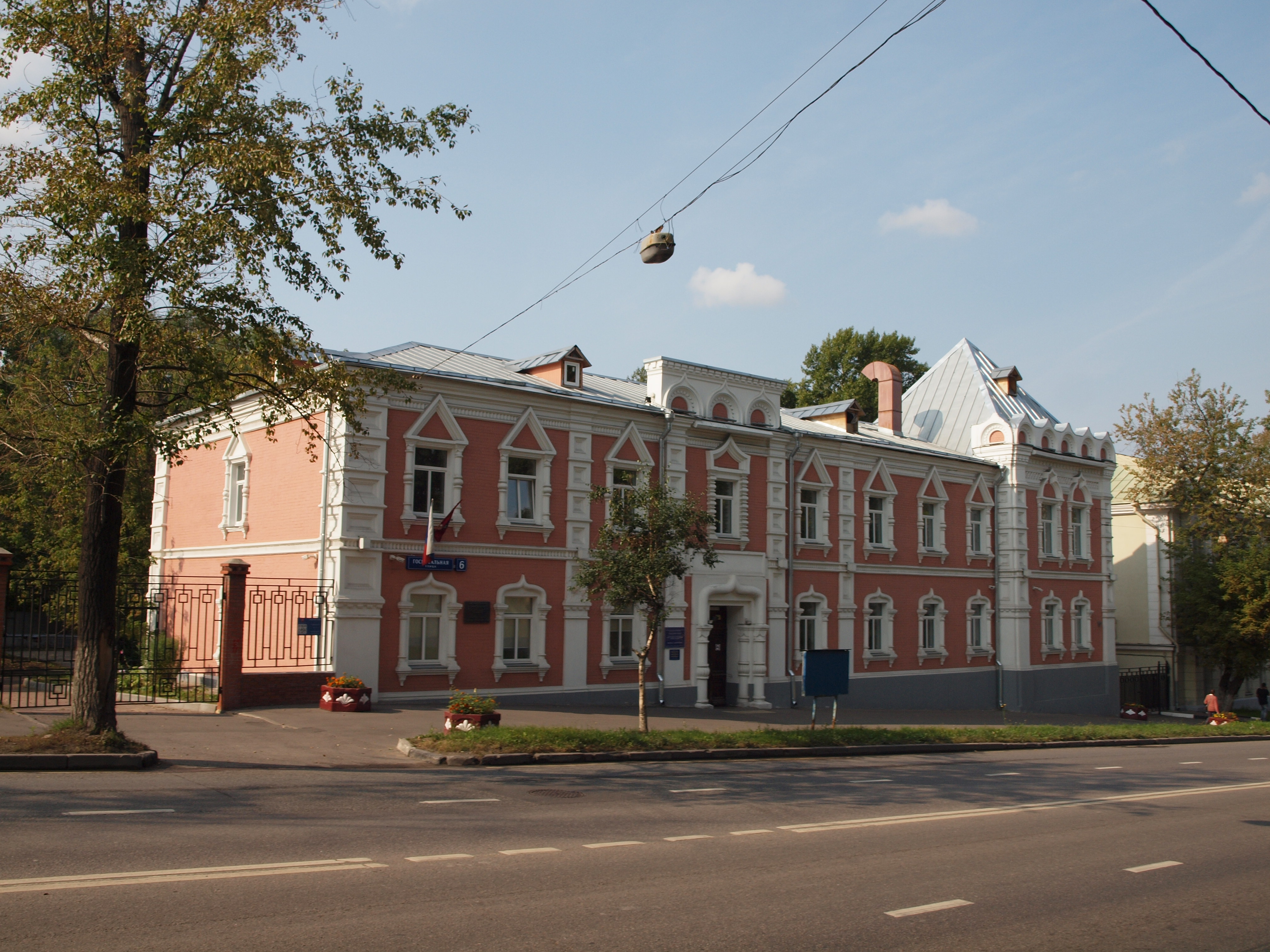
Госпитальная улица, 6

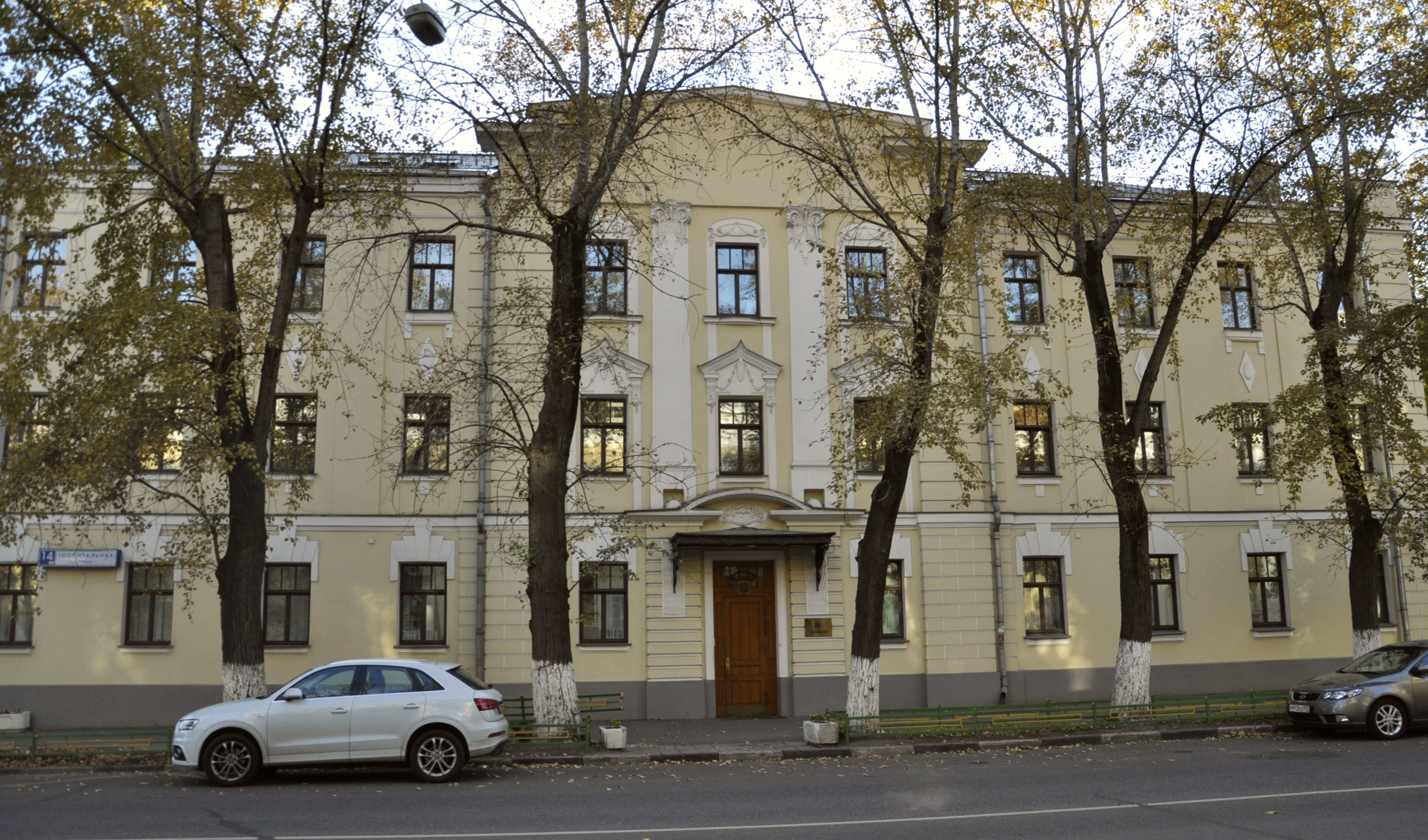
Госпитальная улица, 14

С 1882 по 1914 год для Александровской общины вдов и сирот под патронатом Императорского человеколюбивого общества было построено шесть двух- и трехэтажных домов, некоторые — в русском стиле. Основу Александровской общины вдов и сирот составляли дети и вдовы участников русско-турецких войн, умерших в «Первом Военном Гошпитале». Многие из вдов работали в госпитале сестрами милосердия. Они получали бесплатно небольшие квартирки в домах, построенных для них на частные пожертвования Братолюбивого общества, основанного княгиней Надеждой Трубецкой в 1860-х годах. Некоторым домам давались имена в честь выдающихся жертвователей Братолюбивого общества. Так, дом № 6 по Госпитальной улице был назван в честь Михаила и Татьяны Королёвых, а дом № 10 — в честь А. В. Щегляевой.
До нашего времени сохранились только четыре дома из шести, три из них приватизированы коммерческими организациями, в четвертом располагается Комплексный центр социального обеспечения «Лефортово». Архитекторами сохранившихся домов были Иван Павлович Машков и Илья Евграфович Бондаренко.